# Zamek w Heidelbergu
Zamek w Heidelbergu (niem. Heidelberger Schloss) – zamek gotycko-renesansowy położony na zboczu góry Königstuhl w Heidelbergu w Niemczech.
Pierwsza wzmianka o zamku pochodzi z roku 1225. Jego budowę podzielić można na dwa okresy główne: późnośredniowieczno-gotycki w latach ok. 1400 do 1544, w których był zamkiem obronnym oraz renesansowy w latach ok. 1549 do 1620, kiedy pełnił funkcję reprezentacyjnej rezydencji.
Zamek słynął z pięknego ogrodu Hortus Palatinus. Został zburzony w 1693 roku oraz częściowo spalony w wyniku uderzenia piorunu w roku 1764. W XIX wieku stał się symbolem niemieckiego romantyzmu.
Znajduje się w nim Wielka Beczka (Großes Fass) – największa beczka do wina na świecie; oraz jedyne w swoim rodzaju Muzeum Aptekarstwa (Apothekenmuseum).